# Vico Magistretti
Ludovico « Vico » Magistretti est un designer italien né à Milan le 6 octobre 1920 et décédé dans sa ville natale le 19 septembre 2006.

## Biographie

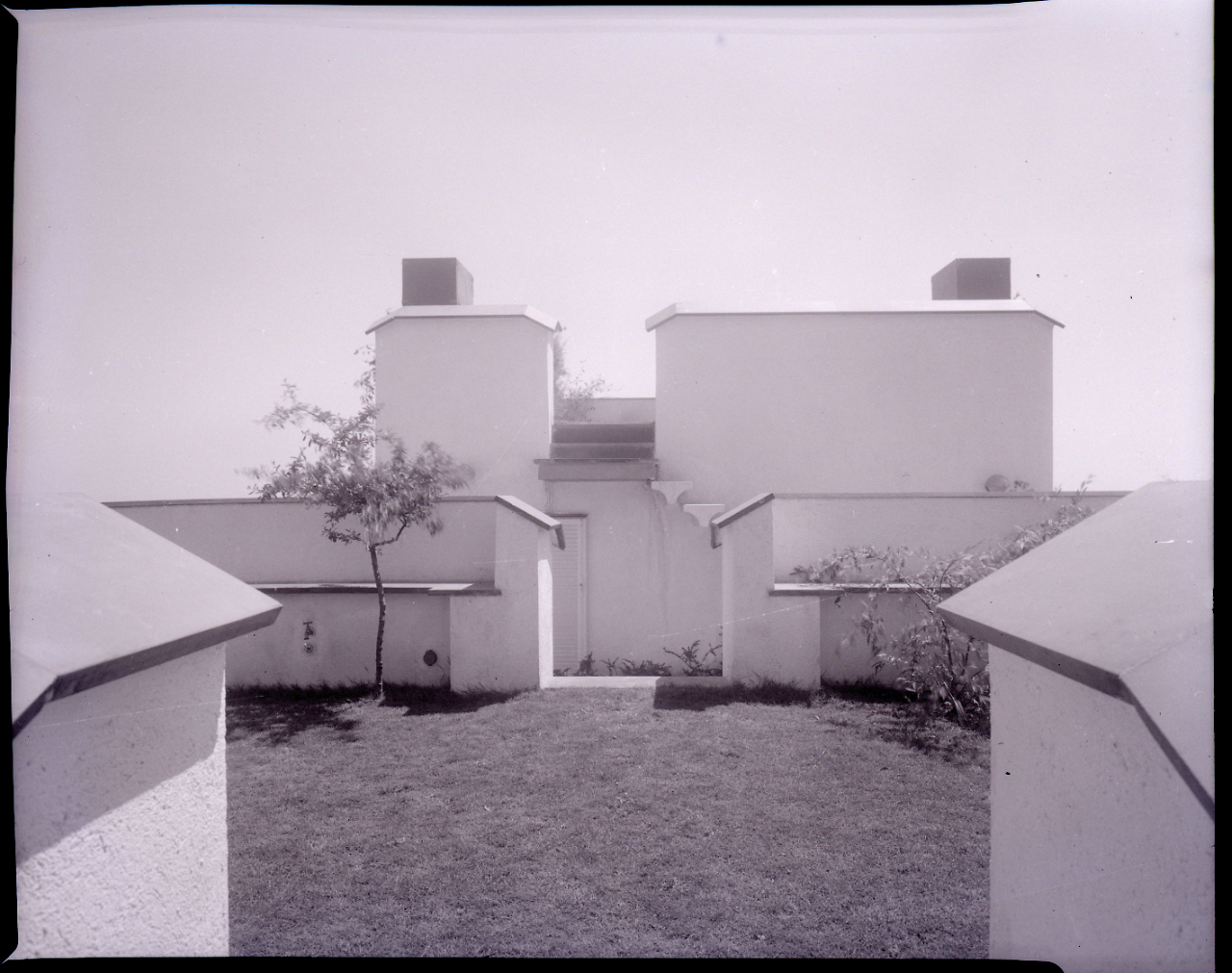
Villa Arosio, Arenzano (1958). Photo par Paolo Monti, 1959.

Vico Magistretti se réfugie pendant la Seconde Guerre mondiale en Suisse où il suit des cours au Champ Universitaire Italien à Lausanne. Il rencontre alors l’architecte Ernesto Nathan Rogers qui aura sur lui une influence décisive. Il rejoint le studio de son père en 1945, où il prendra part à de nombreux projets d'architecture et de design, et obtient un diplôme en architecture à la Politecnico de Milan. C’est à la fin des années 1950 qu’il crée la chaise Carimate (pour Cassina) en bois rustique. Depuis, Vico Magistretti a multiplié les best-sellers pour les grands éditeurs de design : Artemide, Cassina, B&B Italia, O-Luce ou Kartell.
Vico Magistretti a enseigné au  Royal College of Art de Londres et à la Domus Academy de Milan et ses œuvres ont été acquises par des musées majeurs du monde entier, comme le MoMA à New York et le  Victoria and Albert Museum à Londres.Ses réalisations figurent dans les collections permanentes du Museum of Modern Art.

## Son œuvre
Son style se caractérise par une recherche de simplicité. « J’aurais aimé inventer le parapluie à cause de sa simplicité, de son néant, de sa tension. » Ainsi Vico Magistretti définit-il le design : une discipline aux antipodes de la stylisation forcenée et de l’utilisation embarrassante du signe, une démarche empirique basée sur l’existant.
La lampe Atollo créée en 1977, d'une simplicité géométrique presque abstraite, est emblématique de la recherche formelle de Magistretti : « J'aime les formes géométriques. J'aime créer des formes essentielles qui ressemblent à de simples volutes. »

## Réalisations marquantes

### Design

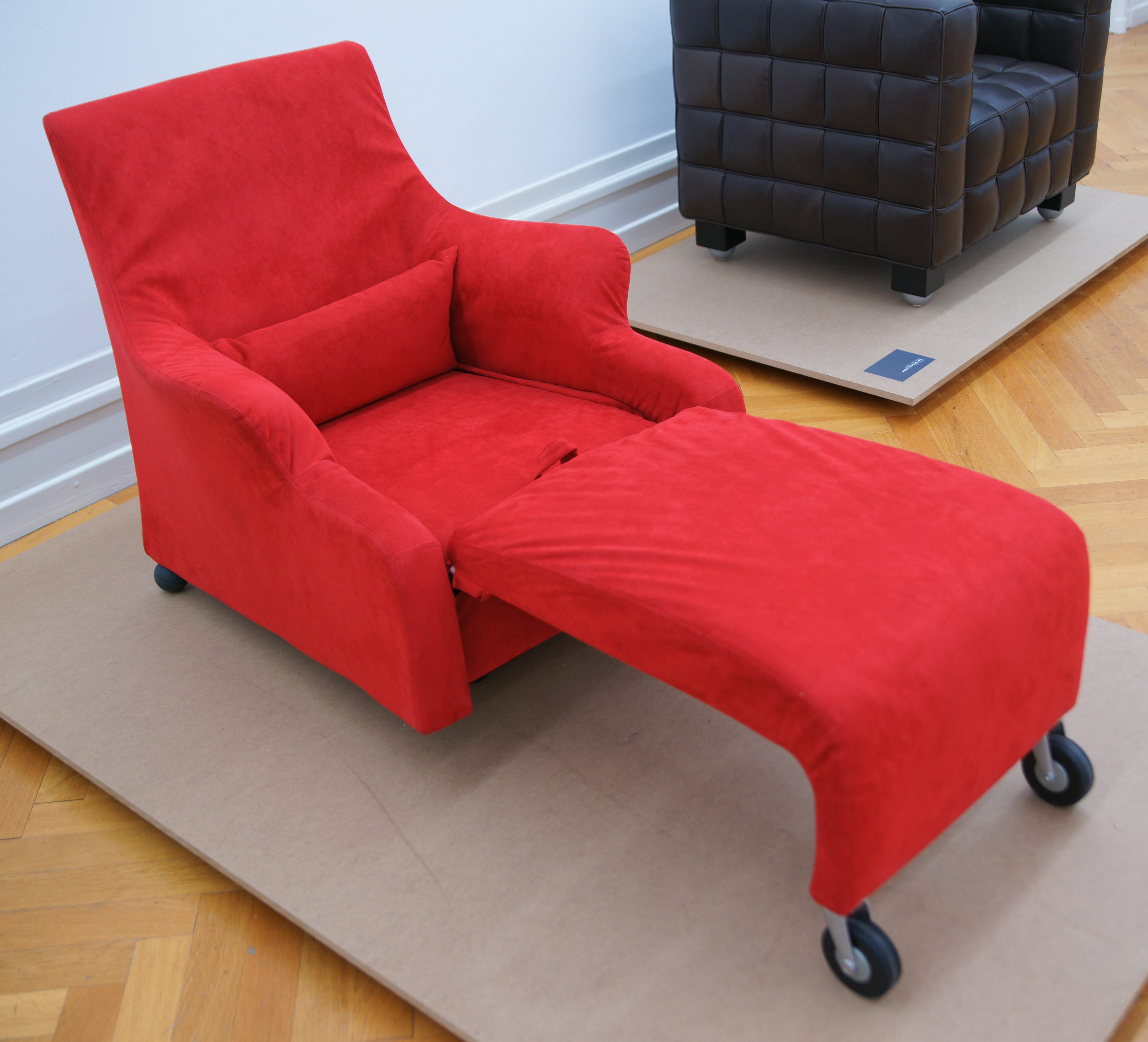
Chaise Longue 1996 (De Padova)

Parmi ses très nombreuses créations, on peut retenir :
- La chaise Carimate (1959), Cassina
- La lampe MANIA (1963), Artemide, Compasso d'oro 1967
- La lampe Chimera (1966), Artemide
- La lampe Eclisse (1967), Artemide
- La table Demetrio 45 (1966), Artemide
- La chaise Selene (1969), Heller design (Artemide lors de la création)
- La table Arcadia 100 (1970), (Artemide lors de la création)
- La canapé Maralunga (1973), Cassina
- La lampe Atollo (1977), O Luce
- Le canapé Sindbad (1981), Cassina
- La chaise Maui (1997), Kartell
- Le canapé Poltrona Estesa (2000), Campeggi

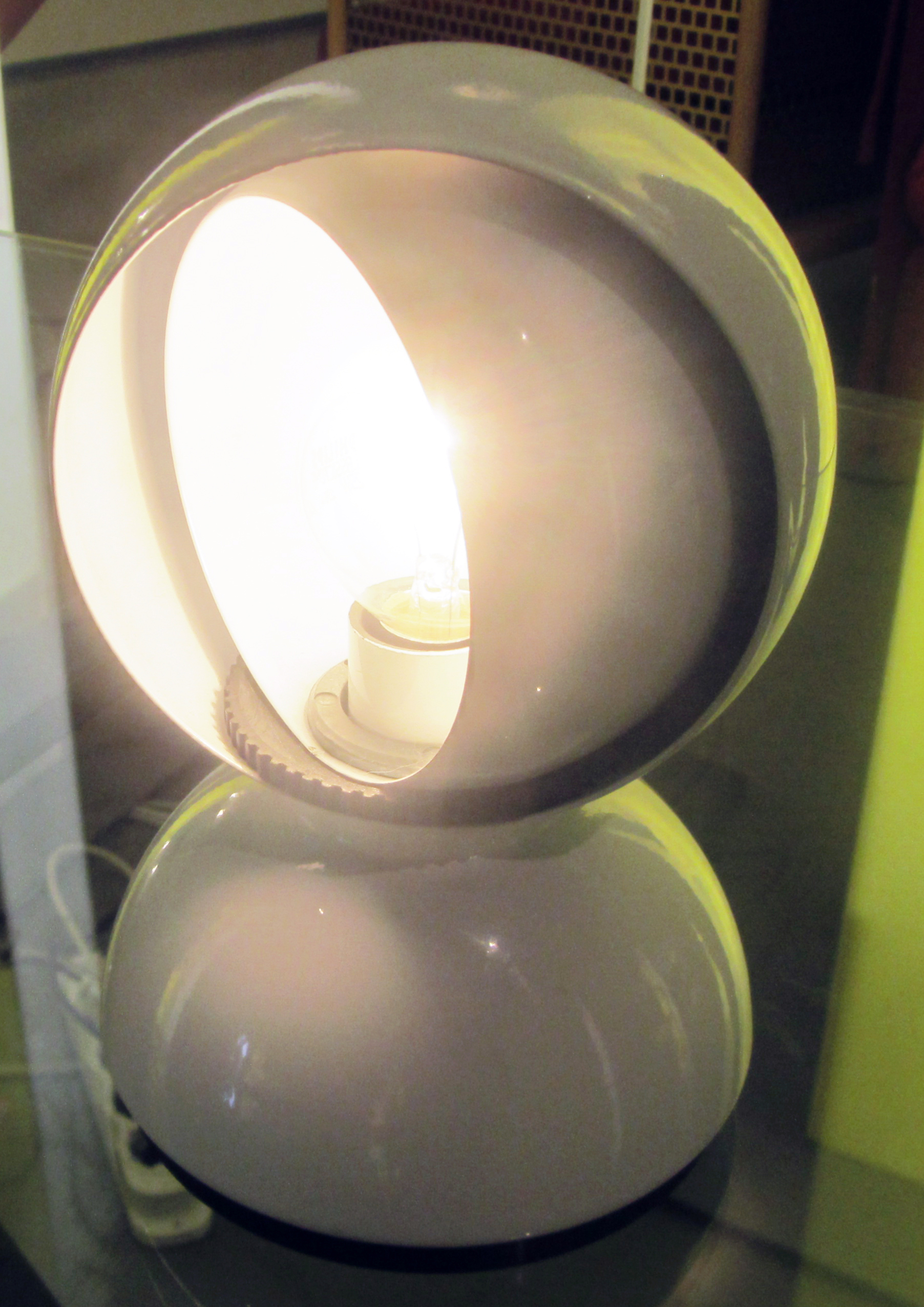
Eclisse lamp 1965
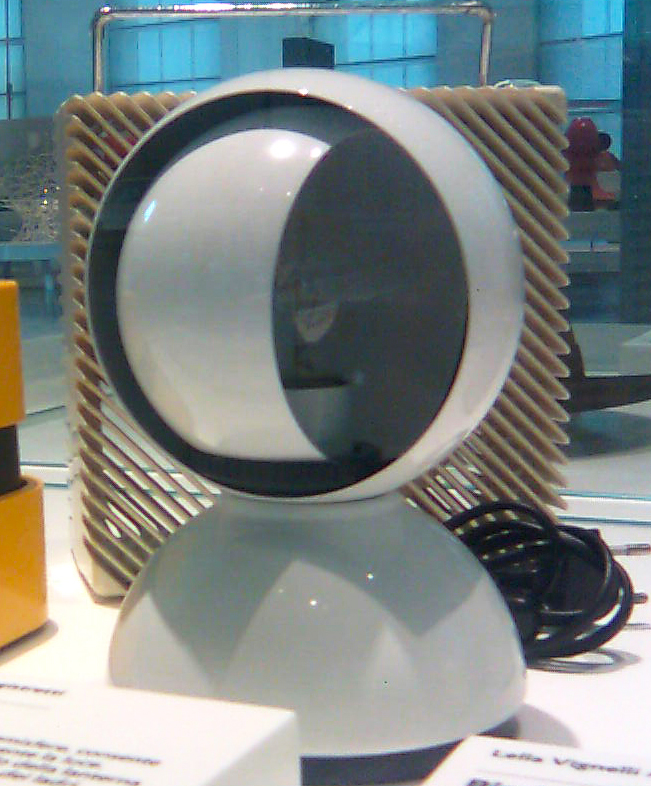
Eclisse lamp 1965
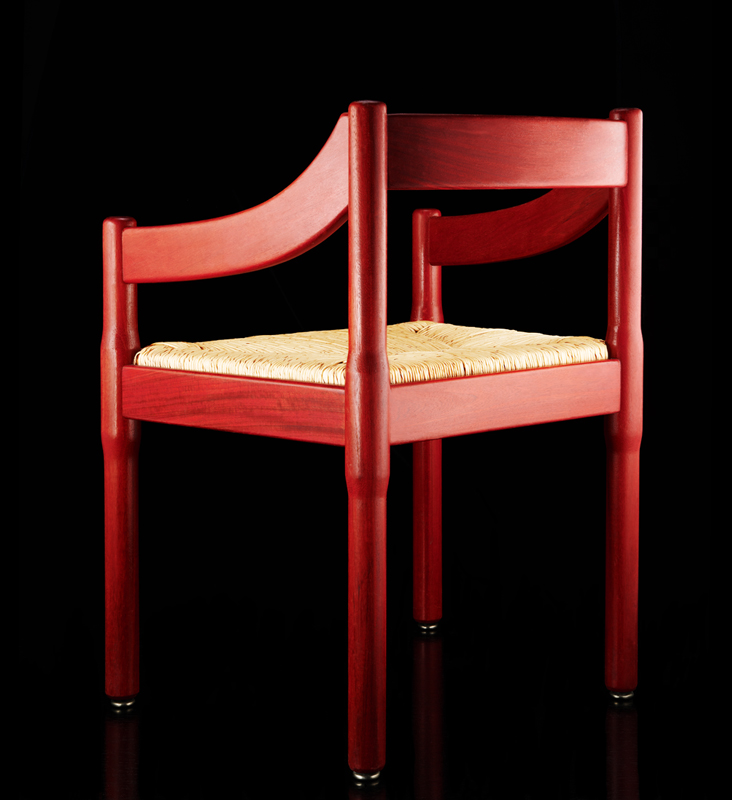
Carimate Chair Back 1959
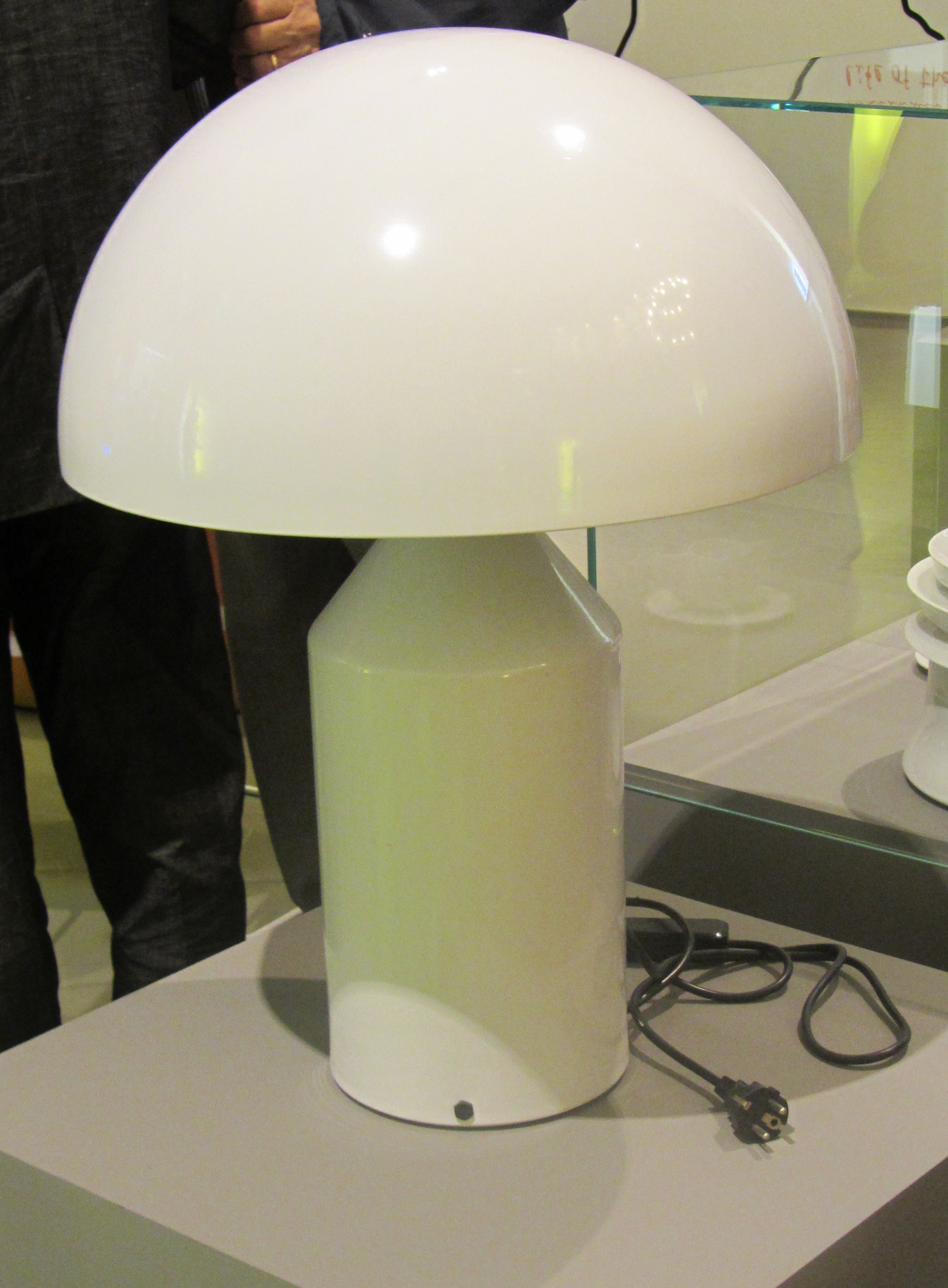
Oluce lamp 1977
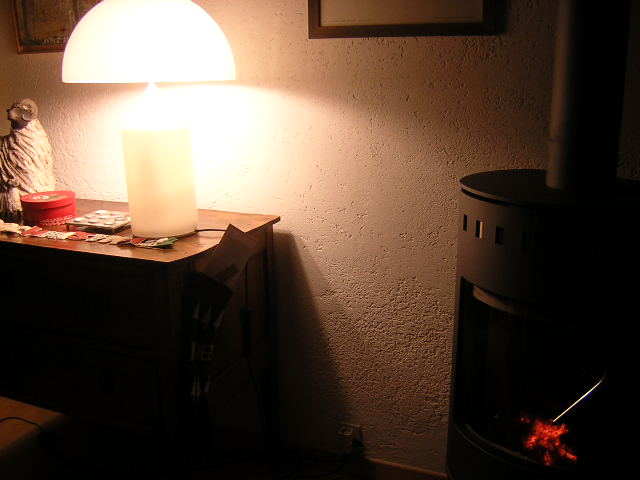
Lampe Atollo en opale blanche

### Architecture

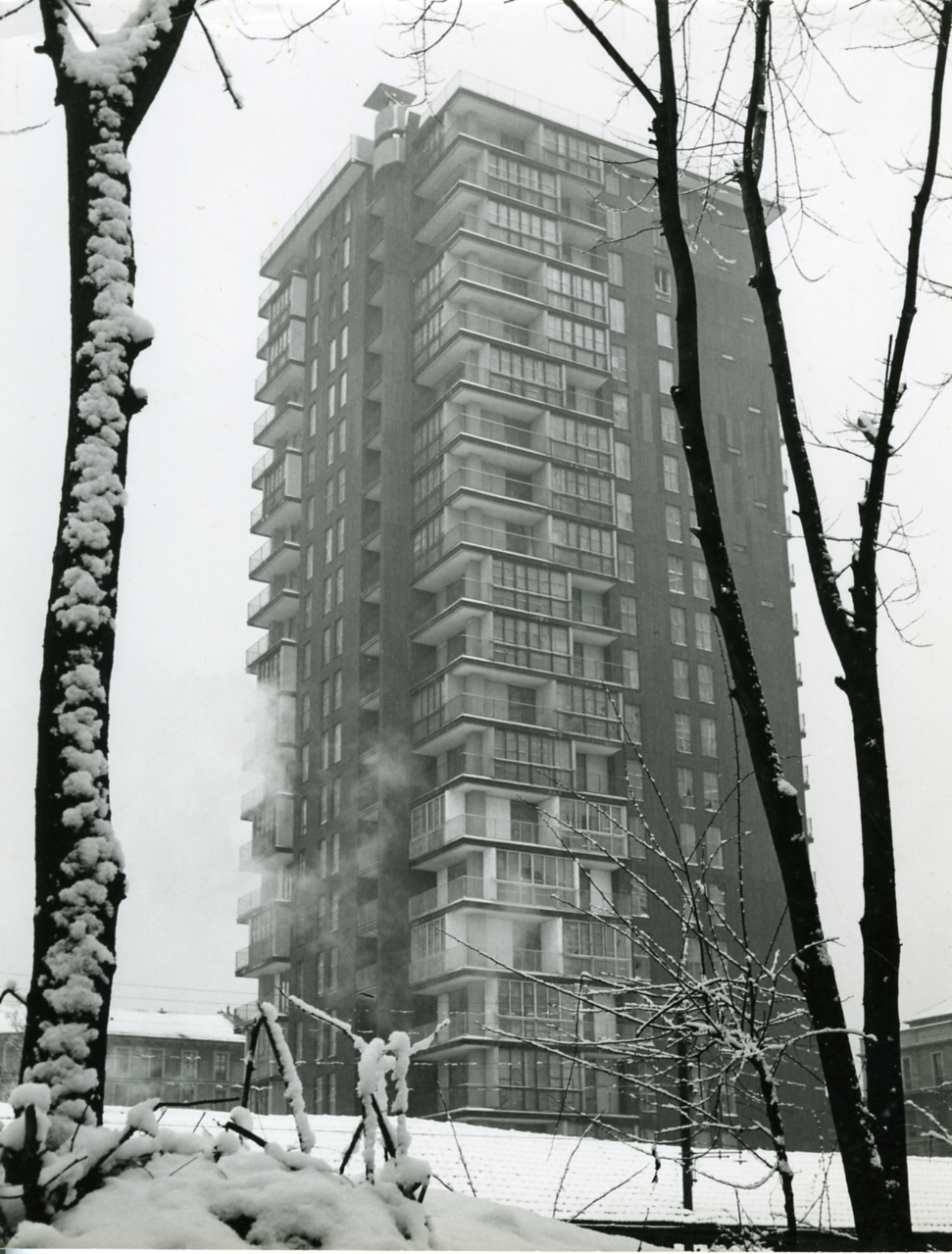
Torre del Parco, Milan (1953-56, avec Franco Longoni). Photo par Paolo Monti.

Ses réalisations sont moins nombreuses que dans le domaine du design :
- Quartier San Felice à Milan (1961)
- Centre Cassa di Risparmio à Parme (1985)

Architectures par Magistretti en Lombardie (Italie) photographeée par Paolo Monti
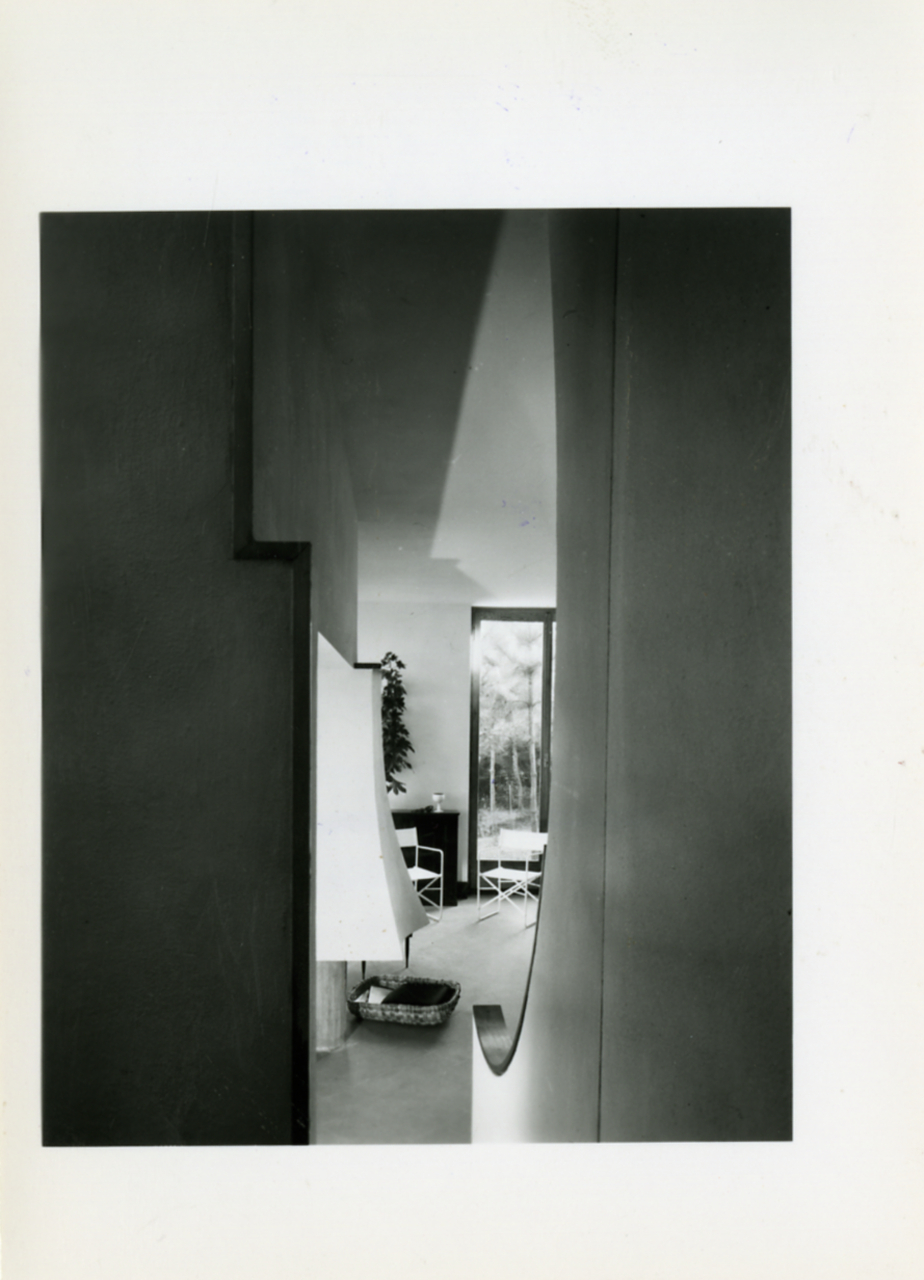
Villa Arosio, Arenzano (1958): interieur
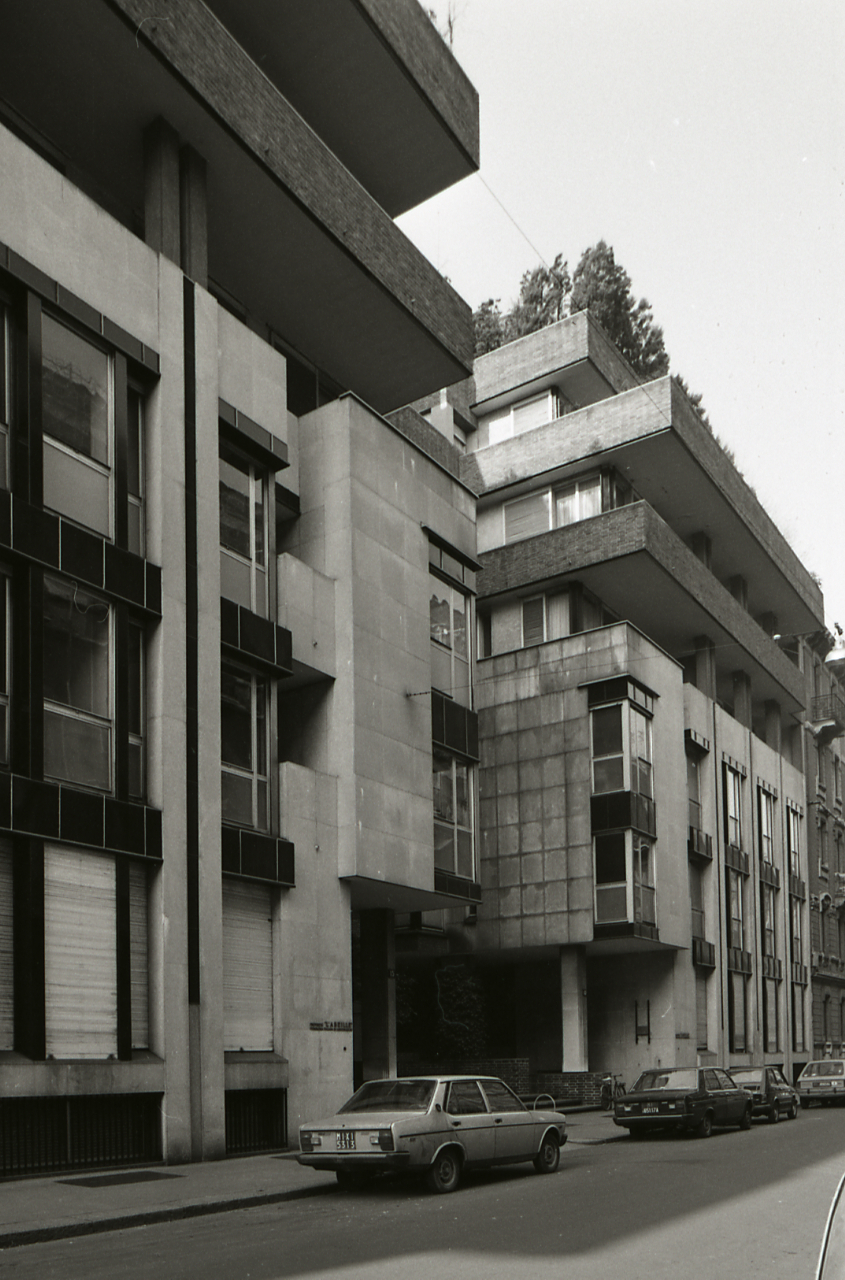
Bâtiment en via Leopardi, Milan (avec Guido Veneziani), 1961
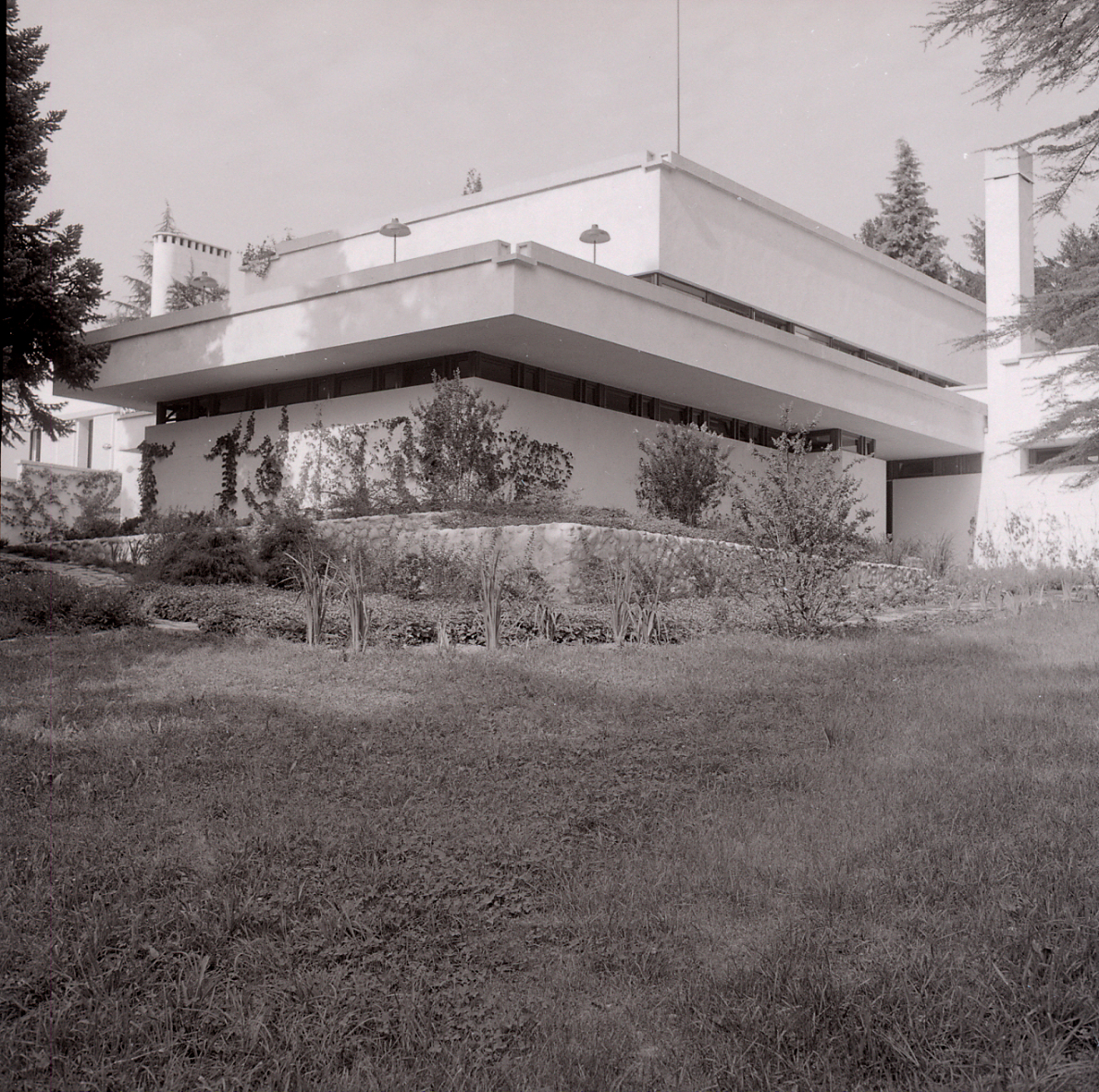
Carimate Golf club (avec Guido Veneziani)
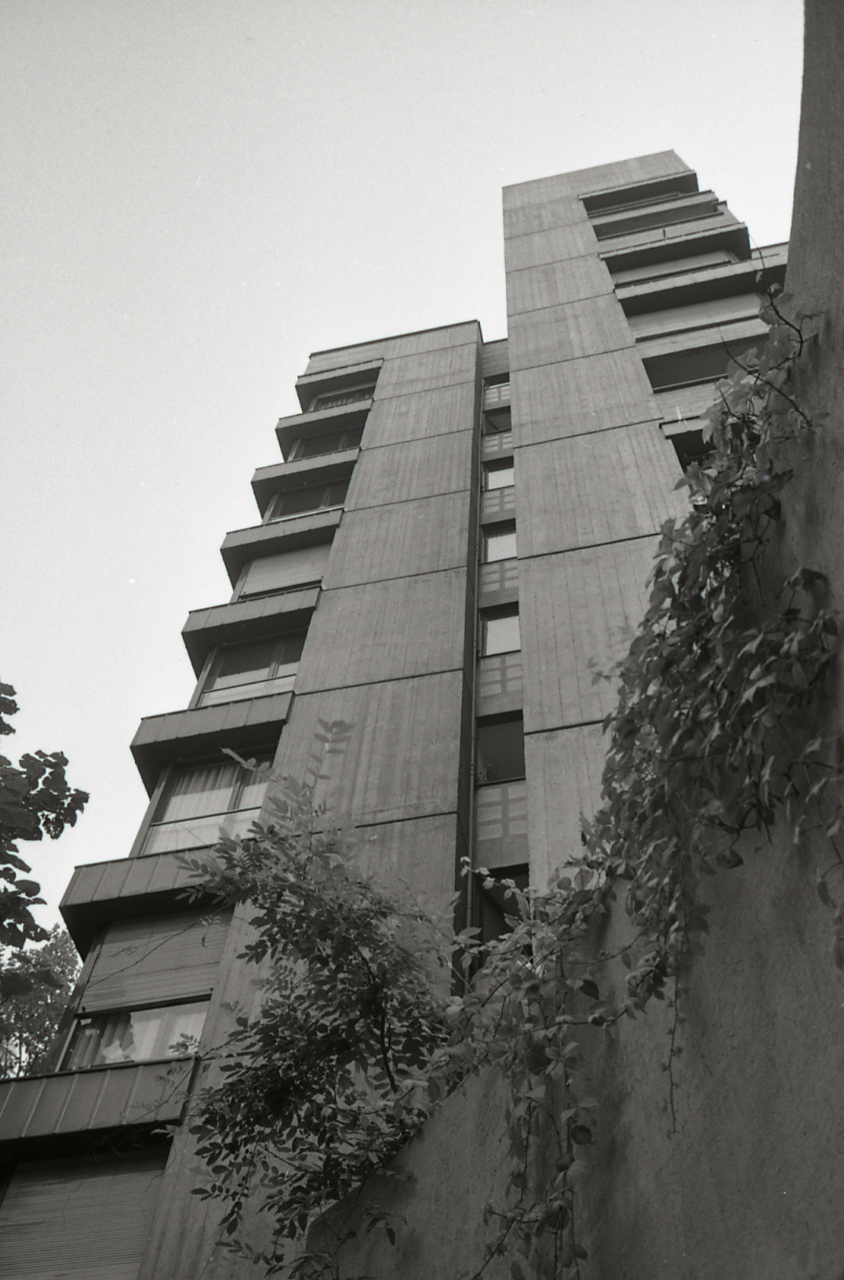
Milan, maison tour en piazzale Aquileia 8, 1964-1965